# Puccinellia tenuiflora
Puccinellia tenuiflora là một loài thực vật có hoa trong họ Hòa thảo. Loài này được (Griseb.) Scribn. & Merr. miêu tả khoa học đầu tiên năm 1910.